# Мистер Бин
Мистер Бин је британска хумористичка ТВ серија која се састоји од 14 получасовних епизода, у којима Роуан Аткинсон глуми насловну улогу. Аутори сценарија су Аткинсон, Робин Дрискол, Ричард Кертис и Бен Елтон. Прва епизода је емитована на ITV 1. јануара 1990, а посљедња ТВ епизода, „Лаку ноћ Мистер Бин“, 31. октобра 1995. Посљедња епизода, „Hair by Mr. Bean of London“, је ексклузивно приказана 15. новембра 1995, али није објављена у УК до 2006. 
Базирана на лику којег је Аткинсон измислио за вријеме студија, серија прати Мистер Бина, којег је глумац описао као „дијете у тијелу одраслог човјека“, како рјешава свакодневне проблеме, често упадајући у још веће невоље. Бин прича ријетко, и велики хумор је посљедица његовог односа са другим људима и необичним рјешењима за поједине ситуације. На серију су утицали извођачи као Жак Тати и комични ликови из нијемих филмова.
Током петогодишњег приказивања серија је стекла огромну публику у Уједињеном Краљевству, укључујући 18,74 милиона гледалаца епизоде „The Trouble With Mr. Bean“ 1992. године. Серија је добила бројне међународне награде, укључујући Златну ружу. Шоу је продан у 245 земаља широм свијета, и био инспирација за два филма Мистер Бин (1997) и Мистер Бин на одмору (2007), као и анимирану серију.